# Diomedea dabbenena
Diomedea dabbenena (лат.) — морская птица из рода альбатросов семейства альбатросовых.

## Внешний вид и образ жизни
Из-за огромного размаха крыльев, который может превышать 3 метра, альбатросы D. dabbenena очень хорошо приспособлены для планирования над океаном. Ранее эти птицы рассматривались как подвид странствующего альбатроса (лат. Diomedea exulans) из-за весьма схожего оперения. У взрослых особей оно белое, с тёмным верхом. Странствующий альбатрос и D. dabbenena трудно различимы, но последние, как правило, темнее и меньше, а молодые особи медленней приобретают белый окрас взрослых птиц.
Гнездование происходит на высоте 400—700 метров, выше зоны лесов, в основном на склонах во влажных степях.

## Распространение
Ареал альбатроса D. dabbenena ограничен архипелагом Тристан-да-Кунья. Они вымерли на главном острове архипелага — Тристане, но сохранились на островах Гоф и Инаксессибл. Численность популяции на острове Гоф меняется из года в год, но составляет в основном от 1 500 до 2 400 пар. Вне сезона размножения тристанские альбатросы рассеиваются над Южной Атлантикой и водами Южной Африки.

## Угрозы
Альбатросы D. dabbenena на сегодняшний день находятся под угрозой вымирания. За последние 36 лет на острове Гоф популяция этих птиц сократилась на 28 %, и они почти полностью исчезли на острове Инаксессибл. Причиной вымирания птиц на этом острове являются интродуцированные виды, в частности, свиньи и хозяйственная деятельность человека. Ещё одной причиной вымирания является то, что если один из родителей погиб, другой скорее всего уже не может прокормить птенцов, и они умирают.